# Nazionale maschile di pallacanestro del Turkmenistan
La nazionale di pallacanestro del Turkmenistan è la rappresentativa cestistica del Turkmenistan ed è posta sotto l'egida della Federazione cestistica del Turkmenistan.

## Piazzamenti

### Giochi asiatici
- 2010 - 13°